# Didi Mocó
Didi Mocó Sonrizep Colesterol Novalgino Mufumbbo, mais conhecido como Didi Mocó ou simplesmente Didi é um personagem criado e interpretado pelo humorista Renato Aragão. O personagem é tão famoso que Aragão é mais conhecido pela apelido Didi do que pelo seu próprio nome. Por vezes, Didi usava "Sonrisal" no lugar de "Sonrizep" e, ao mencionar seu nome completo, alertava que o nome Mufumbbo se escrevia "com dois bês" e o nome Mocó, com dois acentos no "o".
O personagem foi interpretado não apenas no programa televisivo da Rede Globo, Os Trapalhões (1976–1995), onde foi o líder do quarteto, mas também em vários filmes do grupo, nos programas A Turma do Didi, Zorra Total (temporada de 1999), Aventuras do Didi, Acampamento de Férias, Criança Esperança, Os Trapalhões (2017) e em diversos programas especiais da Rede Globo.

## Criação
| “ | Veio na hora, ao vivo, em uma esquete em que pedia emprego e dava o meu currículo. Perguntaram o meu nome e o sobrenome não estava no script. Quando falei 'Mocó'o povo riu para caramba. E sempre que eu falava era uma risada só. | ” |

Didi apareceu pela primeira vez em um programa chamado Vídeo Alegre, da emissora cearense TV Ceará, no dia 30 de novembro de 1960, Os sobrenomes do personagem, Mocó Sonrisépio Colesterol Novalgino Mufumbbo - referências ao sertão cearense e aos trocadilhos que seriam comuns em suas gags - surgiu de improviso em um programa de auditório quando Aragão já estava trabalhando na emissora carioca TV Tupi. Aragão conta que a inspiração para compor o personagem veio de ídolos seus como Charles Chaplin, Oscarito, Mazzaropi e principalmente daquele que Renato conta até hoje ser seu mestre e sua maior inspiração, Ronald Golias.[carece de fontes?]

## Expressões do Didi
O linguajar único de Didi é formado por várias palavras cômicas e também por diversas variações de outras palavras e nomes, como: alumão (alemão), scripa (script), sumana (semana), cacetração (concentração), suveja (cerveja), campanhêro (companheiro), drupa (dupla), vareia (varia), Bita (Beatles), Ruka (Hulk), Réri Póta (Harry Potter), Interneta (Internet), Big Bróda (Big Brother), popotizado (hipnotizado), bulinar (fazer bullying) etc.